# غياث الدين الكاشي
غَيَّاثْ اَلدِّينُ بْنْ مَسْعُودْ بْنْ مُحَمَّدْ اَلْكَاشِي (بالفارسية: غیاث‌ الدین جمشید کاشانی) (ولد 1380) (المتوفي سنة 839 هـ/ 22 يونيو 1436م) من أعظم من اشتهر في القرن التاسع الهجري بالحكمة والرياضيات والفلك والنجوم وغيرها.
ولد في مدينة كاشان -قاشان- في خراسان وأقام فيها مدة، ثم انتقل إلى مكان آخر. درس الكاشي النحو والصرف والفقه والمنطق، ثم درس الرياضيات وتفوق فيها. ولا غرابة في ذلك، فإن والده كان من أكبر علماء الرياضيات والفلك. وقد عاش الكاشي معظم حياته في سمرقند، وفيها بنى مرصداً سماه «مرصد سمرقند». حيث توجه إلى سمرقند بدعوة من أولوغ بيك(اولغ بك) الذي كان يحكم البلاد آنذاك، والذي كما قيل أنه كان محبا للعلماء شغوفا بالعلم، وهناك في سمرقند وضع أكثر مؤلفاته التي كانت سببا في تعريف الناس به.
بالرغم من ما للكاشي من شهرة كبيرة في الأزياج والمراصد والرياضيات وغيرها ومن مكانة علمية جديرة بالتقدير فإنه لم يعرف حقه في كتب التراجم والتاريخ، بل قد أهمل شأنه كشأن غيره الكثيرين من المفكرين البارزين في الإسلام.
وهو من الذين لهم فضل كبير في مساعدة أولوغ بيك في إثارة همته للعناية بالرياضيات والفلك، وأحد الثلاثة الذين اشتهروا باهتمامهم بالعلوم الرياضية والفلكية، وهم:(غياث الدين الكاشي) وقاضي زاده رومي وعلي القوشجي، الذين اشتغلوا في مرصد (سمرقند) واشتركوا فيه، وأعانوا اولغ بك في إجراء الأرصاد وعمل الأزياج، وكان هذا المرصد إحدى عجائب زمانه حيث زود بالأدوات الكبيرة والآلات الدقيقة.
اشتهر الكاشي في علم الهيئة. كما أنه شرح كثيراً من إنتاج علماء الفلك الذين اشتغلوا مع نصير الدين الطوسي في مرصد مراغة، كما حقق جداول النجوم التي وضعها الراصدون في ذلك المرصد. وقدر الكاشي تقديراً دقيقاً ما حدث من كسوف للشمس خلال ثلاث سنوات (بين 809 هـ و811 هـ / 1407 و1409م). وهو أول من اكتشف أن مدارات القمر وعطارد إهليليجية.
أما في الرياضيات، فقد ابتكر الكاشي الكسور العشرية، ويقول ديفيد يوجين سميث في كتابه «تاريخ الرياضيات»: «إن الخلاف بين علماء الرياضيات كبير، ولكن غالبيتهم تتفق على أن الكاشي هو الذي ابتكر الكسر العشري». كما وضع الكاشي قانوناً خاصاً بتحديد قياس أحد أضلاع مثلث انطلاقا من قياس ضلعيه الآخرين وقيس الزاوية المقابلة له بالإضافة إلى قانون خاص بمجموع الأعداد الطبيعية المرفوعة إلى القوة الرابعة. ويقول كارادي فو في حديثه عن علماء الفلك المسلمين: «ثم يأتي الكاشي فيقدم لنا طريقة لجمع المتسلسلة العددية المرفوعة إلى القوة الرابعة، وهي الطريقة التي لا يمكن أن يتوصل إليها بقليل من النبوغ».
من أجل حساب جيب الدرجة الواحدة (sin(1°))، أبدع الكاشي الصيغة التالية، التي عادة ما تُنسب خطأً إلى فرانسوا فييت (1540–1603م)
{\displaystyle \sin 3\phi =3\sin \phi -4\sin ^{3}\phi \,\!}

## حياته
ولد في عام 1380 في كاشان في وسط إيران، وكانت هذه المنطقة خاضعة لسيطرة تيمورلنك. كان الكاشي أحد أفضل علماء الرياضيات في تاريخ إيران.
تغير الوضع بشكل أفضل بعد وفاة تيمور في عام 1405، واستلام ابنه شاه رخ للسلطة. كان شاه رخ وزوجته الأميرة التركية جوهرشاد مهتمين للغاية بالعلوم، وشجعوا بلاطهم على دراسة مختلف أنواع العلوم بعمق. وبالتالي، أصبحت فترة حكمهم مصدراً للعديد من الإنجازات العلمية. كانت هذه البيئة مثالية لكي يبدأ الكاشي مسيرته المهنية أحدَ أعظم علماء الرياضيات في العالم.
بعد وفاة شاه رخ بعد حكم دام ثماني سنوات، تولى ابنه أولوغ بيك الحكم فأسس معهدا في سمرقند. سرعان ما أصبح هذا المعهد جامعة بارزة يتوافد الطلاب إليها من جميع أنحاء الشرق الأوسط وخارجه. وهكذا جمع أولوغ بيك العديد من علماء الرياضيات وغيرهم من العلماء في الشرق الأوسط. في عام 1414، انتهز الكاشي هذه الفرصة للمساهمة بالكثير من المعارف لشعبه. وقد حقق أفضل إنجازاته في بلاط أولوغ بيك.
كان الكاشي لايزال يعمل على كتابه الذي يحمل عنوان رسالة الوتر والجيب، عندما وافته المنية في عام 1429 تقريباً. يعتقد بعض العلماء أنه من الممكن أن يكون أولوغ بيك قد أمر باغتياله، لأن الكاشي وقف ضد اللاهوتيين الإسلاميين.

## علم الفلك

### الزيج الخاقاني

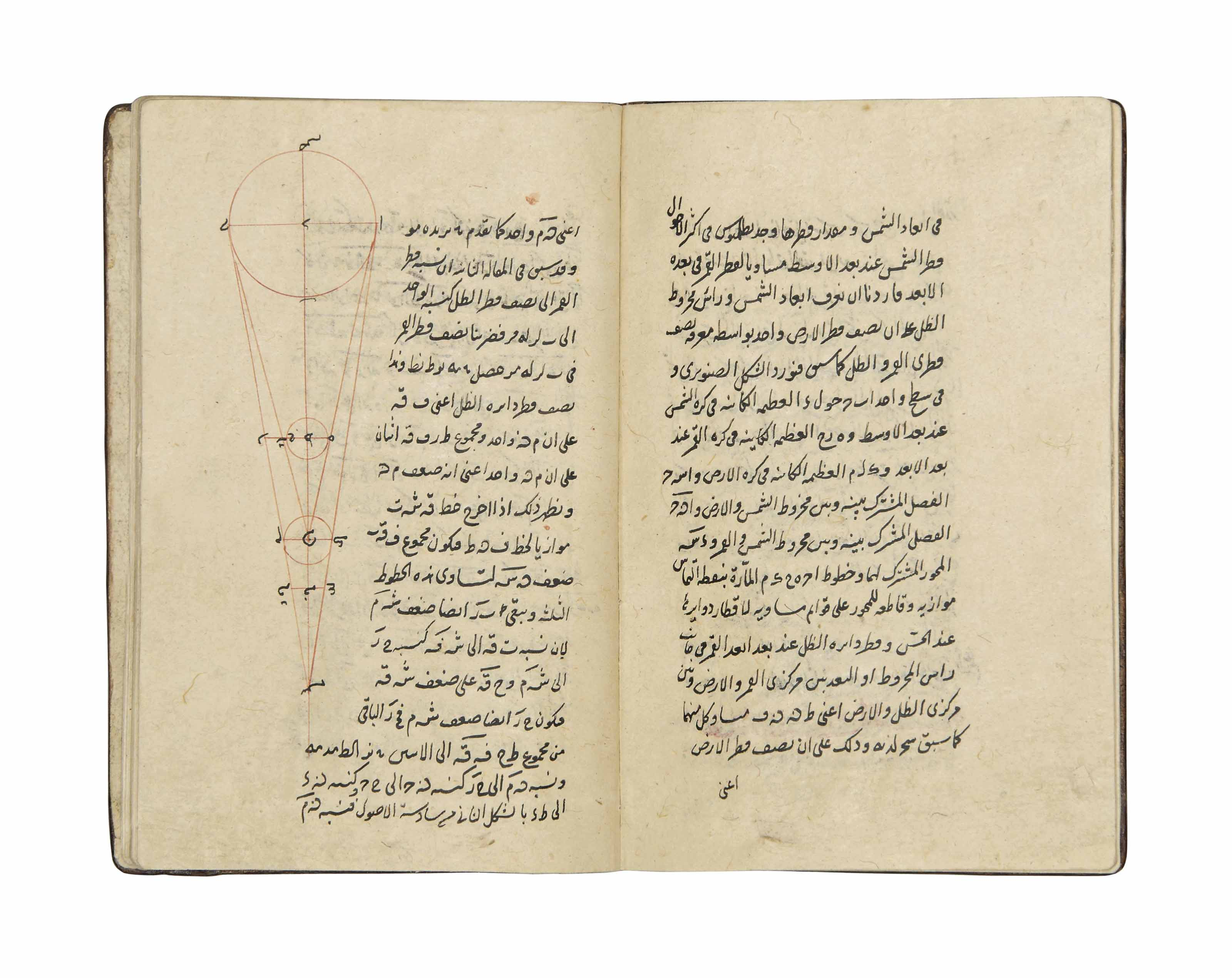
صفحات من كتاب «اَلرِّسَالَة اَلْكَامِلَةِ» في الفلك للكاشي.

أنتج الكاشي زيجاً بعنوان «الزيج الخاقاني»، والذي كان يستند إلى عمل نصير الدين الطوسي السابق «الزيج الإيلخاني». في كتاب الكاشي «الزيج الخاقاني»، يشكر الكاشي السلطان التيموري وعالم الفلك أولوغ بيك، الذي دعا الكاشي للعمل في مرصده وجامعته التي علمت اللاهوت. أنتج الكاشي جداول جيبية لأربعة أرقام ستينية (أي ما يقارب ثمانية منازل عشرية). أنتج أيضاً جداول تتعامل من التحويلات بين أنظمة الإحداثيات على القبة السماوية، مثل التحويل من نظام إحداثيات مسار الشمس إلى نظام الإحداثيات الاستوائية.

### أطروحة عن أحجام الأجرام السماوية وبُعدها

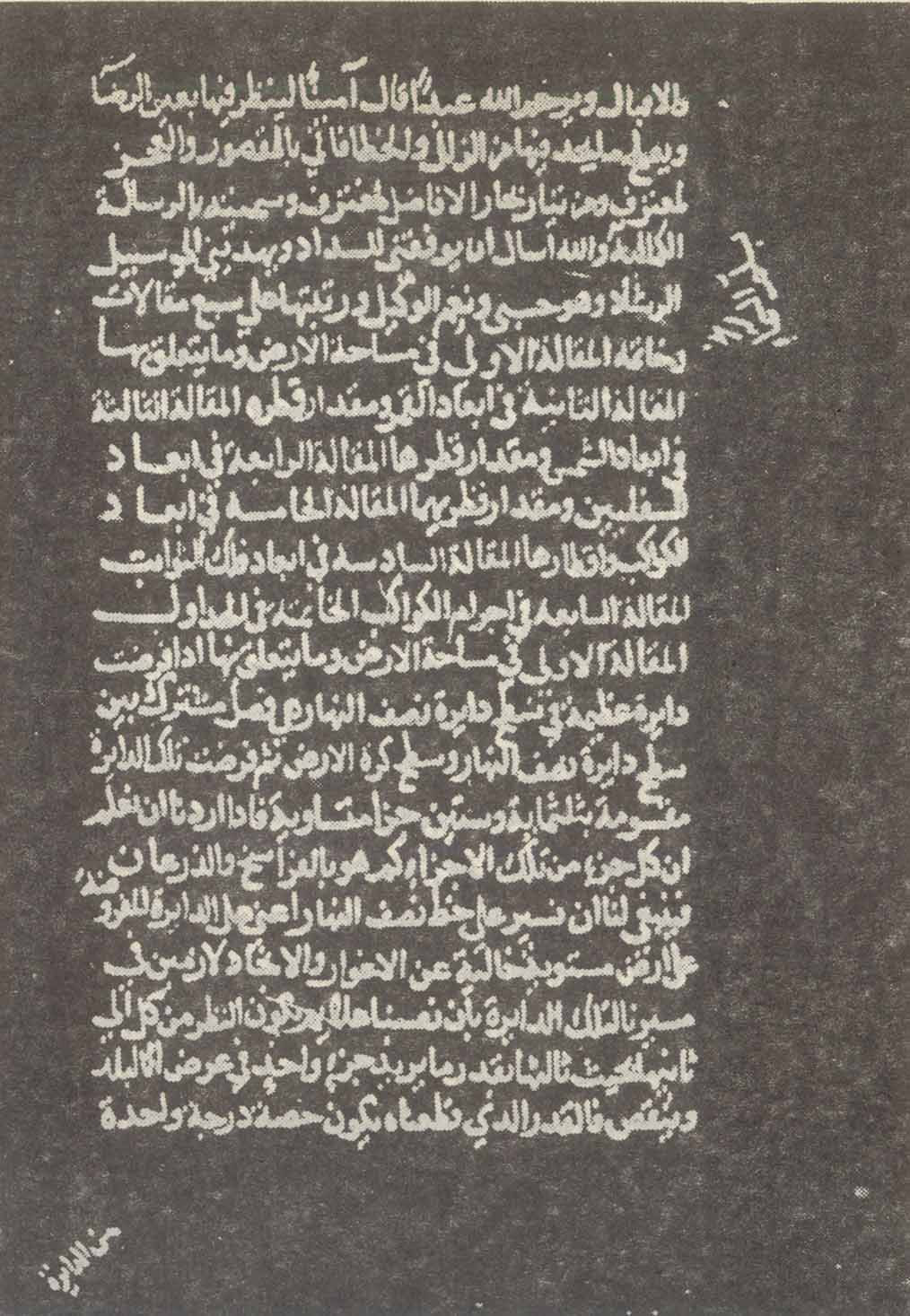
مخطوطة من كتاب «سَلَّمَ اَلسَّمَاءَ» للكاشي.

كتب الكاشي كتاب «سلم السماء»، حول حل الصعوبات التي واجهها أسلافه في تحديد أحجام الأجرام السماوية والمسافة فيما بينها كالأرض والقمر والشمس والنجوم.

### أطروحة حول أدوات الرصد الفلكية
في عام 1416، كتب الكاشي أطروحة حول أدوات الرصد الفلكية، والتي وصفت مجموعة متنوعة من الأدوات المختلفة، بما في ذلك ثلاثي الأركان وذات الحلق وحلقي ورق الاعتدال الشمسي وحلقي ورق الانقلاب الشمسي لمؤيد الدين العرضي وأدوات العرضي لقياس الجيب وفرق تمام الجيب عن الواحد وآلة السدس الخاصة بأبي محمود الخجندي، وسدس فخري في مرصد سمرقند والأسطرلاب المزدوج الارتفاع- السمت.

### صفيحة الاقتران
اخترع الكاشي صفيحة الاقتران، وهي أداة حوسبة تمثيلية تستخدم من أجل تحديد الوقت من اليوم الذي ستقترن فيه الكواكب ، ولأداء الاستيفاء الخطي.

### الحاسوب الكوكبي
اخترع الكاشي أيضاً حاسوباً كوكبياً ميكانيكياً أطلق عليه اسم لوحة المناطق، والذي يمكنه من الناحية الرسومية حل عدد من مشاكل الكواكب، بما في ذلك التنبؤ بالمواقع الحقيقية في خط طول الشمس والقمر، والكواكب من حيث المدارات الإهليلجية؛ وخطوط عرض الشمس والقمر والكواكب، وكسوف الشمس.

## الرياضيات

### قانون جيب التمام
يعرف قانون جيب التمام في فرنسا باسم «مبرهنة الكاشي»، حيث ذكر الكاشي هذا القانون في كتابه مفتاح الحساب، وقدم بياناً صريحاً له في شكل مناسب للتثليث.

### رسالة الوتر والجيب
في هذه الأطروحة قام الكاشي بحساب جيب الواحد درجة بدقة تصل تقريباً إلى دقة قيمته للباي π، والذي كان أدق تقريب لجيب الواحد درجة في وقته، ولم يستطع حتى تقي الدين من تجاوزها في القرن السادس عشر. في الجبر والتحليل العددي، طوّر الكاشي طريقة تكرارية لحل المعادلات التكعيبية والتي لم تكتشف في أوروبا إلا بعد عدة قرون.
عرف سلفه شرف الدين الطوسي طريقة جبرية معادلة لطريقة نيوتن. حسّن الكاشي هذه الطريقة باستعمال نموذج لطريقة نيوتن من أجل حل {\displaystyle x^{P}-N=0} من أجل إيجاد N. في أوروبا الغربية، وصف هنري بريغز لاحقاً طريقة مماثلة في كتابه «موسوعة علم المثلثات» الذي نشر في عام 1633.
من أجل تحديد جيب الواحد درجة، اكتشف الكاشي الصيغة التالية التي غالباً ما تنسب إلى فرانسوا فييت في القرن السادس عشر:
{\displaystyle \sin 3\phi =3\sin \phi -4\sin ^{3}\phi \,\!}

### مفتاح الحساب

#### حساب قيمة2π

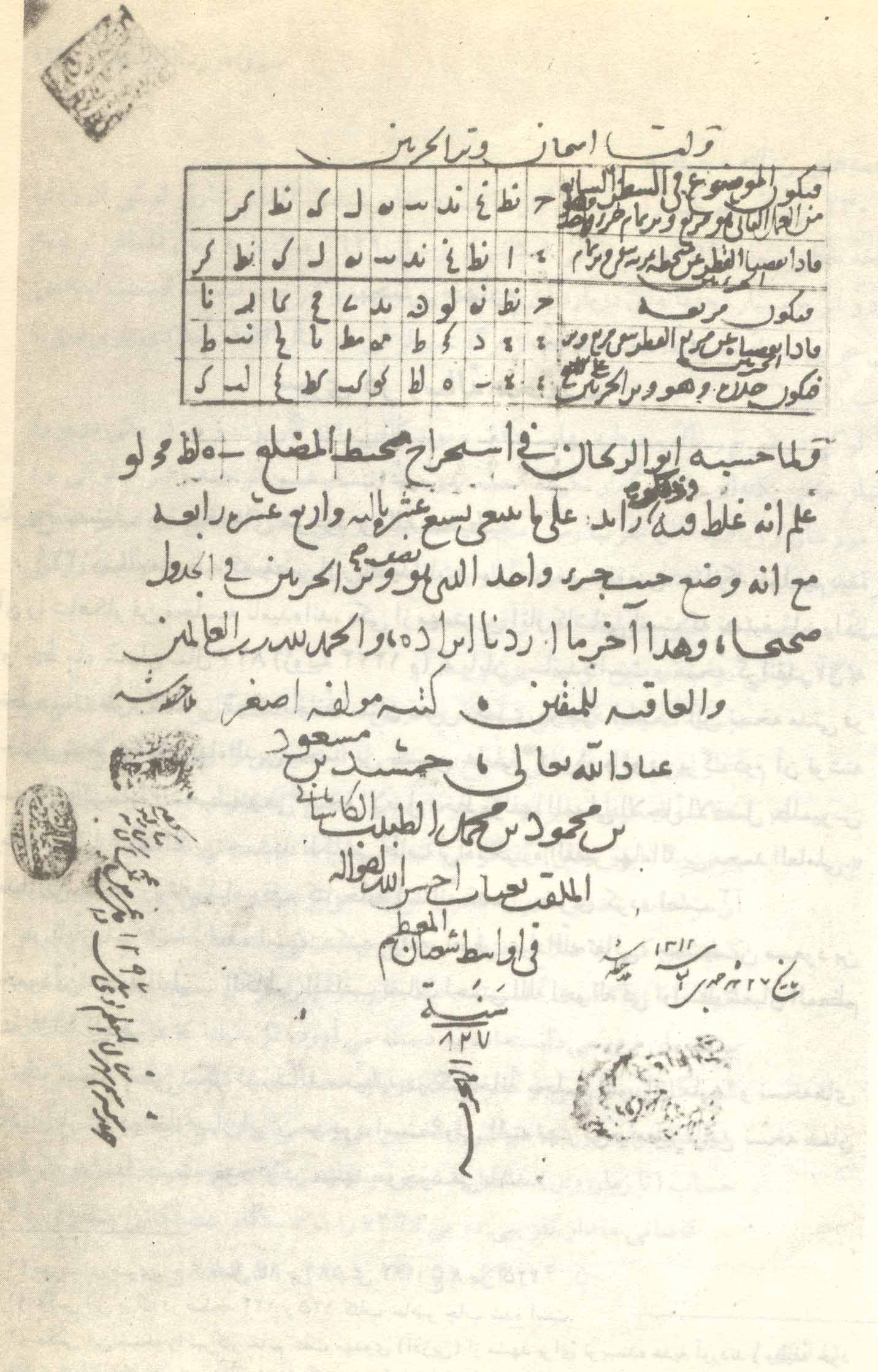
صفحة من كتاب «مِفْتَاحُ اَلْحِسَابِ» للكاشي.

في تقريبه العددي، حسب 2π بشكل صحيح حتى تسع أرقام ستينية ووصل إلى هذا التقدير بدقة 16 منزلة عشرية.
كان هذا أكثر دقة بكثير من التقديرات السابقة الواردة في الرياضيات اليونانية (3 منازل عشرية حسب بطليموس، 150م)، والرياضيات الصينية (7 منازل عشرية حسب زو تشونغري، 480م)، أو الرياضيات الهندية (11 منزلة عشرية حسب مادهافا السنغماري، 1400م). لم تُتجاوز دقة تقدير الكاشي إلا بعد مائة وثمانين عاما، بعد أن حدد لودولف فان ساولن قيمة π بدقة عشرين منزلة عشرية.

#### الكسور العشرية
في مناقشة الكسور العشرية، يذكر المؤرخ الأمريكي سترويك [الإنجليزية] في الصفحة السابعة أن:

يرجح تاريخ إدخال الكسور العشرية كممارسة حسابية شائعة إلى المنشور الفلامندي "De Thiende"، الذي نشر في لايدن في عام 1585، إلى جانب الترجمة الفرنسية "La Disme"، من قبل عالم الرياضيات الفلامندي سيمون ستيفين (1548-1620)، ثم استقر في شمال هولندا. صحيح أن الصينيين استعملوا الكسور العشرية قبل عدة قرون من ستيفن، وأن عالم الفلك الإيراني الكاشي استعمل كل من الكسور العشرية والستينية في «مفتاح الحساب» (في سمرقند، في أوائل القرن الخامس عشر).

#### مثلث عمر الخيام
عند التفكير بمثلث باسكال، المعروف في بلاد فارس باسم مثلث عمر الخيام نسبة إلى عمر الخيام، يلاحظ سترويك في الصفحة الحادية والعشرين أن:
يظهر مثلث باسكال للمرة الأولى (على حد علمنا في الوقت الحاضر) في كتاب يانغ هوي في عام 1261، وهو أحد علماء الرياضيات الصينيين من عائلة سونغ. ناقش عالم الرياضيات الفارسي الكاشي خصائص المعاملات الثنائية في «المفتاح للحسابيات» في عام  1425. في كل من الصين وبلاد فارس، قد تكون معرفة هذه الخصائص أقدم بكثير، وقد شارك هذه المعرفة بعض علماء رياضيات عصر النهضة، ونحن نرى مثلث باسكال في الصفحة الرئيسية لحساب بيتر آبيان الألماني لعام 1527. ونجد المثلث وخصائص المعاملات الثنائية في العديد من المؤلفين الآخرين"."

## فيلم السيرة الذاتية
في عام 2009 أنتجت إذاعة جمهورية إيران الإسلامية وبثت من خلال القناة الأولى لإذاعة جمهورية إيران الإسلامية سلسلة سيرة ذاتية وتاريخية عن حياة وأوقات الكاشي بعنوان «سلم السماء». تتكون السلسلة من 15 حلقة ومدة كل حلقة تصل إلى 45 دقيقة، من إخراج محمد حسنين لطيفي وإنتاج محسن علي إكباري. في هذا الإنتاج، يلعب وحيد غاليفلاند دور الكاشي.

## نشاطاته العلمية
- عمم مبرهنة فيتاغورس فيما يُعرف بقانون جيب التمام وحصل على الصيغة المعبر عنها حاليا:[23]

{\displaystyle a^{2}=b^{2}+c^{2}-2bc\cos {\widehat {A}}}
- حدد مثلثا قائم الزاوية بحيث تكون أضلاعه أعدادا صحيحة [23]
- ابتكاره للكسور العشرية: وبما أنه لم يستخدم هذه الكسور، بيد انه، وبلا أي شك، هو الذي قام بالترويج لهذه الكسور العشرية في الرياضيات؛ ما كان له بالغ الأثر في تطوير علم الحساب واختراع الآلات الحاسبة.
- تصنيف المعادلات من الدرجة الأولى إلى الدرجة الرابعة وابتكار حل عددي لمعادلات الدرجة الرابعة وما فوق.
- محاسبة عدد الرمز P. للكاشاني في رسالته المسماة بـ «الرسالة المحيطية» في الصفحة الـ 28، وقام غياث الدين بمحاسبة هذا العدد بدقة منقطعة النظير لم يصل اليه العلماء من بعده على مدى 150 عاماً.
- اصلاحه وتكميله للأساليب والطرق القديمة المتعلقة بالأعداد الطبيعية المرفوعة إلى القوة الرابعة في علم الرياضيات، وفي الحقيقة ان غياث الدين هو الذي وضع الطرق المألوفة المستخدمة حالياً بشأن عمل الحسابات الاساسية وخاصة الضرب والقسمة.
- اكتشاف الطريقة الحالية للعثور على حساب الجذور النونية لأي عدد، ويذكر ان هذه الطريقة تم اعتمادها مرة أخرى بعده بمئات السنين من قبل العالم الرياضي الإيطالي بائولو روفيني (1765-1822 للميلاد) وكذلك العالم الرياضي البريطاني ويليم جورج هارنر (1786-1837 للميلاد).
- ابتكار الطريقة التي تستخدم حالياً للتوصل إلى الجذر الثاني للأعداد، والتي تعد ايضاً أسهل الطرق لحساب الجذر النوني.
- صنع أداة للرصد الفلكي وحساب التقاويم وسماها «طبق المناطق»، هذا والف رسالة حول طريقة العمل بها أسماها «نزهة الحدائق».
- تصحيح الزيج الايلخاني. وفي هذا الصدد، ألف كتاباً باسم «الزيج الخاقاني» وفيها طوّر البراهين الرياضية وصحح الأخطاء الواردة في الزيج الايلخاني.
- تأليفه لكتاب «مفتاح الحساب» الذي يعتبر أهم كتاب ومصدر في علم الرياضيات في العصر الإسلامي واعتمده العلماء حتى في الغرب.
- تأليفه لرسالة «الوتر والجيب» في حساب واستخراج جيب الدرجة الأولى ووصوله إلى جيب (1Sin 60)، وفي حال تقسيمه إلى عدد 60، يتم استخراج 17 رقما عشرياً يوافق التقدير الحقيقي لجيب الدرجة الأولى.

## مؤلفاته
ألف الكثير من المؤلفات بالعربية والفارسية،
مؤلفاته الفارسية
1. (كتاب زيج الخاقاني) والذي دقق في جداول النجوم التي وضعها الراصدون في (مراغه) تحت إشراف (نصير الدين الطوسي)،

وزاد على ذلك من البراهين الرياضية والأدلة الفلكية مما لم يوجد في الأزياج التي عملت قبله.
مؤلفاته بالعربية
1. (الأبعاد والأجرام) وتوجد منه نسخة في الكتب المقوفة على مدرسة (فاضل خان) بمشهد خراسان كتبت عام 859 هـ.
2. (نزهة الحدائق) وهو يبحث في استعمال الآلة المسماة (طبق المناطق) والتي صنعها لمرصد سمرقند ويقال: أنه بواسطة هذه الآلة يمكن الحصول على تقاويم الكواكب وعرضها، وبعدها مع الخسوف والكسوف، وبما يتعلق بهما، وعثر على نسخة منها في بكازان بروسيا.
3. رسالة سلم السماء وهي تبحث فيما يتعلق بأبعاد الأجرام.
4. (رسالة المحيطية) وهي تبحث في كيفية تعيين نسبة محيط الدائرة إلى قطرها، وبقول قدري حافظ طوقان في (تراث العرب العلمي) نقل عن سمث: أن الكاشي أوجد تلك النسبة إلى درجة من التقريب لم يسبقه إليها أحد، والتي وصلت إلى 16 خانة عشرية، وهي نسبة لم يصل إليها لا علماء الإغريق واليونان وعلماء الصين، ويعترف سميث بأن المسلمين في عصر الكاشي سبقوا الأوربيين في استعمال النظام العشري، وأنهم كانوا على معرفة تامة بالكسور العشرية.
5. (رسالة الجيب والوتر) في الهندسة.
6. (مفتاح الحساب) ويعتبر من أهم كتب الكاشي والذي أكمله في 1427 م إذ ضمنه بعض اكتشافات في الحساب، ويتميز هذا الكتاب بأن مؤلف وضعه ليكون مرجعا في تدريس الحساب للطلاب في سمرقند، ومن اكتشافاته التي ضمنت في هذا الكتاب أنه وجد خوارزمية لحساب الجذور النونية لأي عدد، والتي اعتبرت حالة خاصة للطرق التي اكتشفت بعد ذلك بقرون عن طريق هورنر.

وأيضاً في ما يخص هذا المؤلف «مفتاح الحساب» قال علي الدفاع:  «وكان كتابه «مفتاح الحساب» منهلاً استقى منه علماء الشرق والغرب على حد سواء، واعتمدوا عليه في تعليم أبنائهم في المدارس والجامعات عدة قرون، كما استخدموا كثيراً من النظريات والقوانين التي أتى بها وبرهنها وابتكرها» كما أنه له كتاب «رسالة عن إهليليجي القمر وعطارد».
كما ان الكاشي هو مكتشف الكسر العشري وكذلك الرقم صفر[بحاجة لمصدر]